# Eva Zbrojová
Eva Zbrojová (* 3. května 1963 Jablonec nad Nisou) je česká podnikatelka a regionální politička – v letech 2020 až 2024 krajská zastupitelka a dlouholetá bývalá zastupitelka a starostka Harrachova. Před revolucí 1989 pracovala jako referentka a účetní v cestovním ruchu. Není členkou žádné politické strany.

## Život
Eva Zbrojová pochází z Velkých Hamrů, vystudovala gymnázium v Tanvaldu a poté se přestěhovala do Harrachova. Po revoluci roku 1989 podnikala v cestovním ruchu, mj. provozovala harrachovská informační centra. Má 2 dospělé dcery.

## Politické působení
První kandidatura Evy Zbrojové byla v roce 1994 do zastupitelstva města Harrachov na kandidátce ODS jako nezávislá kandidátky (nebyla zvolena). Úspěch zaznamenala až v následujících komunálních volbách (1998) na kandidátce Demokratické regionální strany. Svůj mandát obecní zastupitelky obhájila ve všech následujících komunálních volbách (od roku 2014 na kandidátce SLK) až do roku 2018 včetně. Od roku 2010 byla taktéž starostkou Harrachova – až do roku 2019, kdy došlo k rozkolu v tehdejší harrachovské koalici. V součtu působila 9 let jako starostka a 21 let jako zastupitelka Harrachova. V roce 2020 byla na kandidátce Starostů pro Liberecký kraj zvolena krajskou zastupitelkou. V krajských volbách v roce 2024 už ale nekandidovala.